# Karl Heinz Gasser
Karl Heinz Gasser (* 10. März 1944 in Dillenburg; † 8. August 2023) war ein deutscher Jurist und Politiker (CDU). Er war von 2002 bis 2004 Justizminister und von 2004 bis 2008 Innenminister des Freistaates Thüringen.

## Leben und Beruf
Zwischen April 1964 und März 1966 diente Gasser bei der Bundeswehr als Soldat auf Zeit und war später Leutnant der Reserve. Von 1966 bis 1971 studierte er Staats- und Rechtswissenschaften in Gießen. Nach dem ersten Staatsexamen 1971 war er Referendar im Oberlandesgerichtsbezirk Frankfurt am Main, nach dem zweiten Staatsexamen 1973 wissenschaftlicher Mitarbeiter der Universität Gießen. Im Jahr 1977 wurde Gasser Richter auf Probe am Amtsgericht in Frankfurt am Main. Im Jahr darauf promovierte er zum Dr. jur. Einer Ernennung zum Richter auf Lebenszeit am dortigen Verwaltungsgericht 1978 folgte eine Tätigkeit in Gießen und Kassel. Er betrieb gemeinsam mit dem hessischen Ministerpräsidenten Volker Bouffier eine Anwaltskanzlei in Gießen. Er engagierte sich als ehrenamtlicher Botschafter der Stiftung Kinderhospiz Mitteldeutschland Nordhausen e. V. in Tambach-Dietharz.
Gasser war verheiratet und hatte zwei Kinder. Zuletzt lebte er in einem Pflegeheim und starb am 8. August 2023 im Alter von 79 Jahren.

## Öffentliche Ämter
1990 wurde Gasser Staatssekretär im Thüringer Justizministerium, 1991 Staatssekretär im Thüringer Ministerium für Justiz, Bundes- und Europaangelegenheiten. 1994/95 war er schließlich Staatssekretär im Thüringer Ministerium für Wirtschaft und Infrastruktur.
Am 11. Oktober 2002 wurde Gasser zum Thüringer Justizminister im Kabinett Vogel III ernannt und behielt dieses Amt auch im nachfolgenden Kabinett Althaus I. Bekannt wurde er u. a. als Leiter der nach ihm benannten Kommission, die 2004 den offiziellen Abschlussbericht zum Amoklauf von Erfurt veröffentlichte.
Mit Amtsantritt des Kabinetts Althaus II am 8. Juli 2004 wurde er zum Thüringer Innenminister ernannt. Dieses Amt gab er am 8. April 2008 auf. Gründe für den Rücktritt wurden nicht genannt.

## Kontroversen und Rücktritt
Hintergrund des Rücktritts war eine nach der Landtagswahl 2004 von Ministerpräsident Dieter Althaus in seiner ersten Regierungserklärung eingeforderte Neustrukturierung des Polizeiapparates, die er glaubte, aufgrund von veränderten gesellschaftlichen Rahmenbedingungen einfordern zu können. Der Hauptfaktor war hier die rückläufige Bevölkerungszahl Thüringens. Ausgehend von der Annahme, dass eine geringere Anzahl von Bürgern auch weniger öffentliche Bedienstete zur Erfüllung staatlicher Dienstleistungen und Aufgaben benötige, sollte die Relation von Polizeibeamten zur Einwohnerzahl überprüft werden. Auch finanzielle Einsparungen, die durch eine Straffung des Polizeiapparates erreicht werden konnten und sollten, waren ein nicht zu unterschätzender Beweggrund.
Der im Juli 2004 zum Innenminister ernannte Gasser erteilte dann am 15. Oktober 2004 der Polizeiabteilung des Innenministeriums folgenden Prüfauftrag: „Überprüfung der Organisationsstruktur der Thüringer Polizei und Vorlage von Vorschlägen für substantielle und realisierbare Organisationsoptimierungen“. Zur Bearbeitung des Prüfauftrages sowie zur Begleitung des Umorganisationssprozesses wurde die Projektgruppe OPTOPOL (Optimierung der Organisationsstruktur der Thüringer Polizei) im Innenministerium eingerichtet. Die Lenkungsgruppe hatte für den Thüringer Innenminister beratende Funktion.
Im Juli 2005 unterbreitete OPTOPOL dann dem Innenminister „aufbau- und ablauforganisatorische Optimierungsvorschläge sowie Vorschläge zur Verbesserung der Führung und Steuerung“. Am 29. November 2005 informierte Gasser die Landesregierung über die Ergebnisse der Organisationsüberprüfung, die diese daraufhin der Öffentlichkeit bekannt gab.
Nach diesen ursprünglichen Plänen der Projektgruppe bzw. Gassers sollte das Polizeiverwaltungsamt aufgelöst, die Zahl der bis dahin bestehenden sieben Thüringer Polizeidirektionen auf vier Dienststellen für Nord-, Mittel-, Ost- und Südwestthüringen reduziert und rund 430 Polizeistellen gestrichen werden. Gasser bzw. die Landesregierung erhoffte damit, Einsparungen von 1,2 Millionen Euro pro Jahr bei den Personalkosten und insgesamt rd. 30 Millionen Euro bei reduzierten Liegenschaften zu erreichen.
Trotz entschiedenen Widerstands von GdP, BDK und PBG sowie der beiden Oppositionsparteien SPD und Die Linke, die in den geplanten Maßnahmen keine tatsächliche Neustrukturierung sahen, eine Einbettung der Reform in eine allgemeine Funktional-, Verwaltungs- und Gebietsreform vermissten und in ihr lediglich ein Mittel sahen, um den Thüringer Haushalt zu sanieren, mit der Folge, dass wichtige Kernaufgaben der Polizei nicht mehr wahrgenommen werden könnten, und auch Alternativvorschläge einbrachten, wurden diese ersten Vorschläge von OPTOPOL am 20. Juni 2006 vom Kabinett abgesegnet und das Innenministerium mit der Umsetzung der geplanten Maßnahmen beauftragt.
Die Debatte über die neue Struktur des Polizeiapparates zog sich über mehrere Jahre hin. Gassers Vorschläge waren auch bei Mitgliedern der CDU-Fraktion, die sich um den innenpolitischen Sprecher der CDU-Landtagsfraktion, Wolfgang Fiedler und die Vorsitzende der CDU-Landtagsfraktion, Christine Lieberknecht, sammelten, auf Widerstand gestoßen. Zuletzt hatte Althaus Innenstaatssekretär Rüdiger Hütte beauftragt, die Verhandlungen mit der Fraktion zu übernehmen, was bereits als Entmachtung des Ministers gewertet wurde.
Im Rahmen einer Kabinettsumbildung, die am 23. April 2008 angekündigt wurde, benannte Ministerpräsident Dieter Althaus den bisherigen Präsidenten des Thüringer Rechnungshofes, Manfred Scherer, als Nachfolger Gassers.
Nur einen Tag nach seiner Amtseinführung gab der neue Innenminister Manfred Scherer bekannt, dass die Projektgruppe OPTOPOL kurzfristig aufgelöst und die daran beteiligten Beamten in ihre Dienststellen zurückgeschickt werden. Die Anzahl der Polizeidirektionen werde noch geprüft. Wann die Reform nun umgesetzt werde, konnte Scherer nicht mitteilen.

## Ehrungen und Auszeichnungen
- 2010: Verdienstorden der Bundesrepublik Deutschland (Verdienstkreuz 1. Klasse)